# Eduardo Francisco de Silva Neto
Eduardo Francisco de Silva Neto, meglio noto come Dudu (Rio de Janeiro, 2 febbraio 1980), è un ex calciatore brasiliano, di ruolo attaccante.